# Crossgar
Crossgar (de l'irlandais an Chrois Ghearr, qui signifie « la croix courte ») est un village du comté de Down, en Irlande du Nord. Il se trouve à environ 24 km au sud de Belfast, entre Saintfield et Downpatrick. Au recensement de 2011 au Royaume-Uni, Crossgar comptait 1892 habitants.

## Personnalités liées à la commune

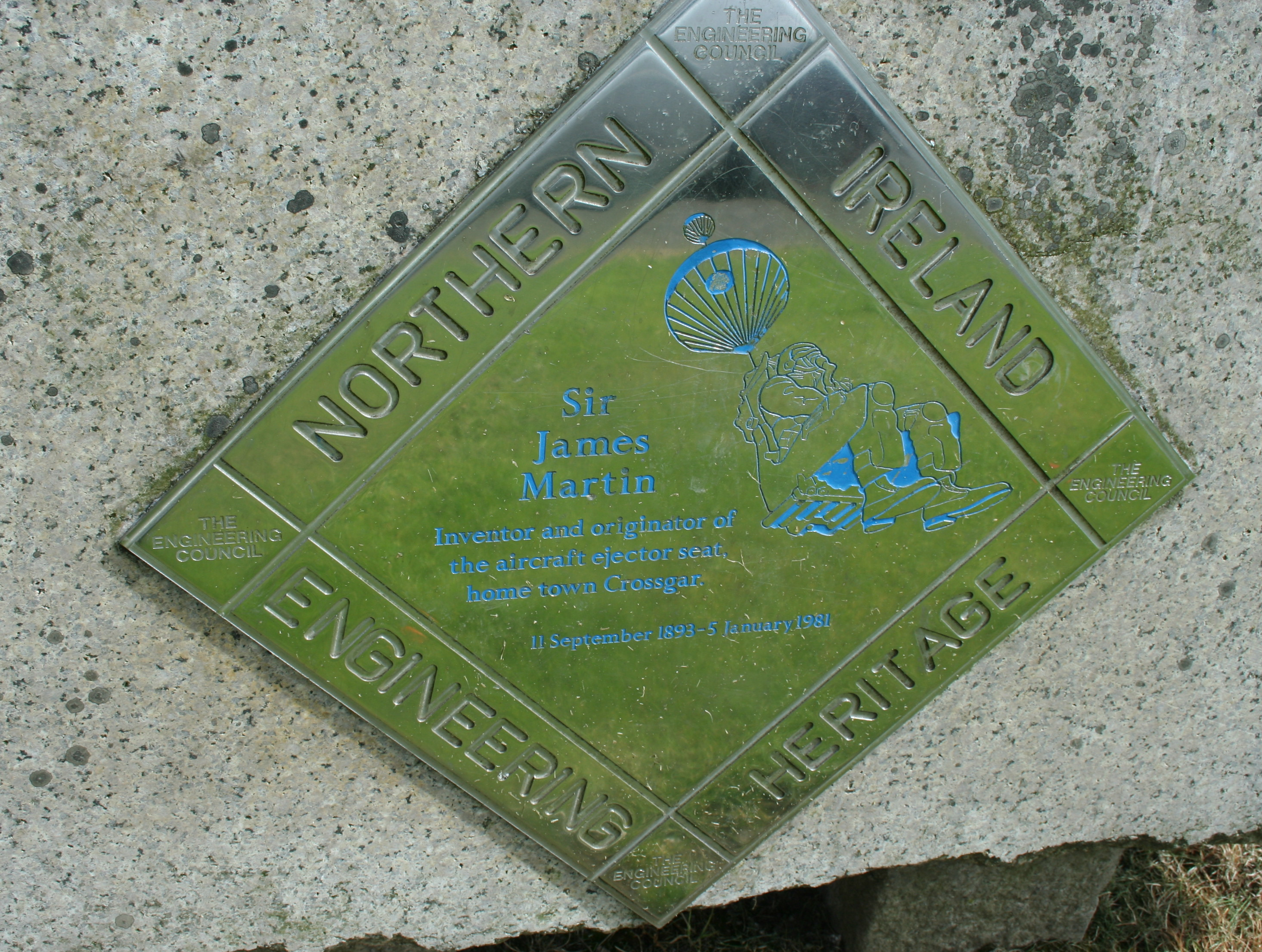
Plaque commemorative de Sir James Martin dans sa ville natale de Crossgar

- Sir James Martin (1893-1981), ingénieur aéronautique britannique, fondateur de la compagnie Martin-Baker et inventeur du siège éjectable, est né à Crossgar.